# ロンドン・アイリッシュ
ロンドン・アイリッシュRFC（英: London Irish RFC）は、イングランドのロンドンに本拠地を置くラグビーユニオンクラブである。アイルランドのアイデンティティーを持つ。

## 概要
元々はイングランド南東部サリー、サンベリー・オン・テムズを拠点としていた。現在もクラブの管理事務所はサンベリー・オン・テムズのHazelwood Driveにあり、シニアチームの練習、ユースチームとシニアアカデミーのホームゲームがプレーされる。RFUチャンピオンシップ（2部）でプレーした2016-17シーズンと2018-19シーズンを除いて、イングランドラグビーユニオンの最上位ディビジョンであるプレミアシップに（1996–97シーズンの開幕以来）毎シーズン参加している。また、2018年の廃止までアングロ＝ウェルシュ・カップに参加し、ヨーロピアンラグビーチャンピオンズカップとヨーロピアンラグビーチャレンジカップにも参加してきた。チャンピオンシップ（2部）でプレーした2016-17および2018-19シーズンには、ブリティッシュ・アンド・アイリッシュ・カップおよびその後継大会のRFUチャンピオンシップカップでそれぞれプレーした。かつてのホームスタジアムはバークシャー・レディングにあるマデイスキー・スタジアムであったが、2019-20シーズンの終わりにブレントフォード・ コミュニティ・スタジアムに移転した。
ロンドン・アイリシュは2002年に初の主要タイトル（Powergen Cup、後のアングロ＝ウェルシュ・カップ）を勝ち取った。また、2009年にはプレミアシップの決勝に進出し、トゥイッケナムでの決勝戦ではレスター・タイガースに10対9で惜敗した。2007-08シーズンはハイネケンカップの決勝に後一歩まで迫ったが、トゥイッケナムで行われた準々決勝でスタッド・トゥールーザンに15対21で敗れた。
クラブのマスコットはDiggerと呼ばれるアイリッシュ・ウルフハウンドのキャラクターである。

## 歴史
ロンドン・アイリッシュはアイルランドからの労働移民（エグザイル、exiles）および学生移民によってイングランドで結成されたクラブである。ホームカントリーからのエグザイルのクラブとしては1878年のロンドン・スコティッシュ、1885年のロンドン・ウェルシュに続いて最後に結成された。初試合は1898年10月1日にハーン・ヒル・アスレティック・グラウンドで開催された。対戦相手はHammersmith clubで、ロンドン・アイリッシュが8対3で勝利した。
2023年6月、運営に必要な資金不足を解消できなかった影響で資格停止処分が下されたので2023-2024年シーズンのプレミアシップに参加できなくなった。

## 画像集

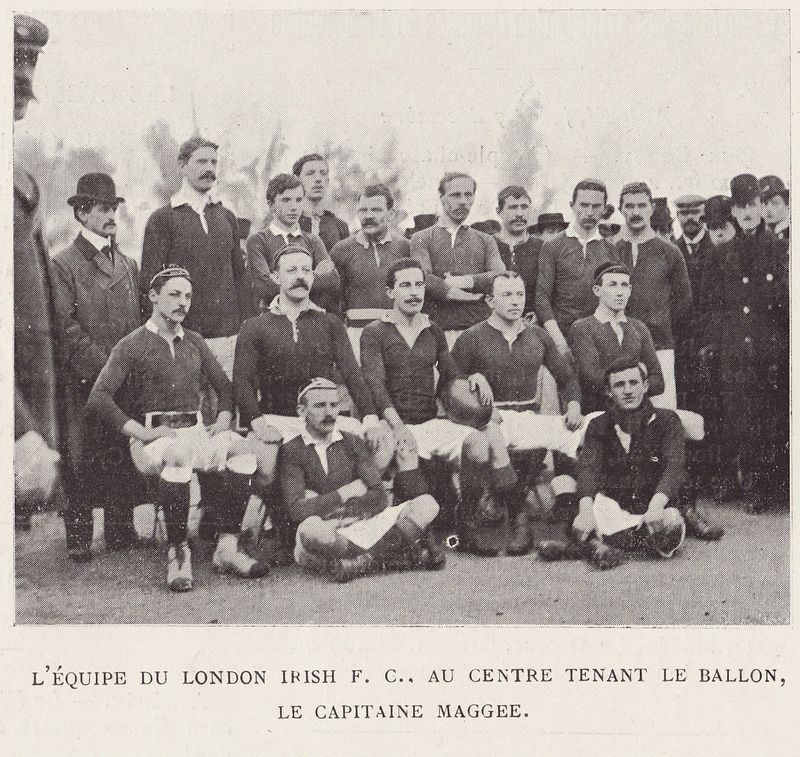
パルク・デ・プランスでラシン・メトロ92と対戦したスコッド（1899年）。
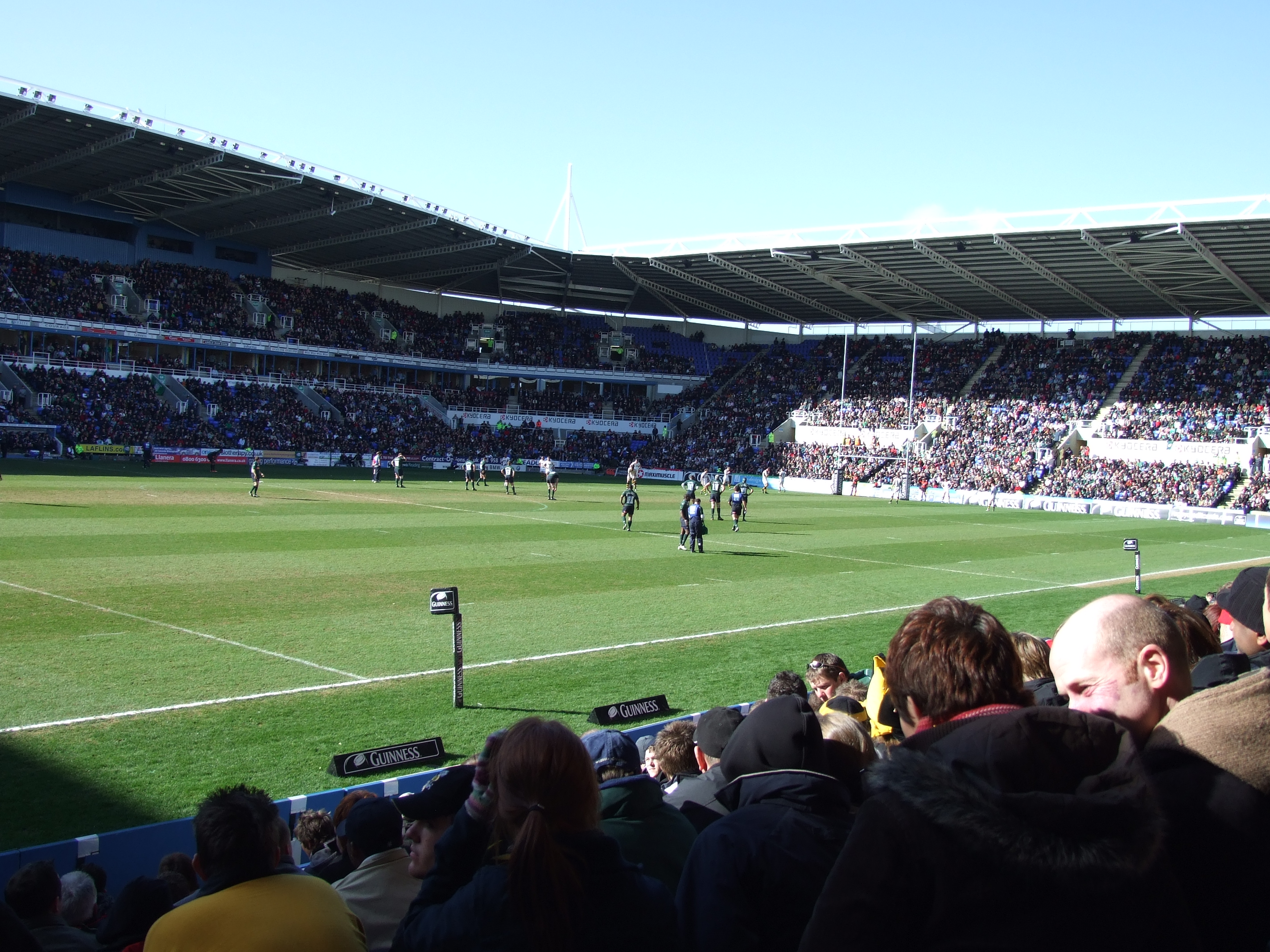
マデイスキー・スタジアムの22,648人の観客の前でプレーするロンドン・アイリシュ。
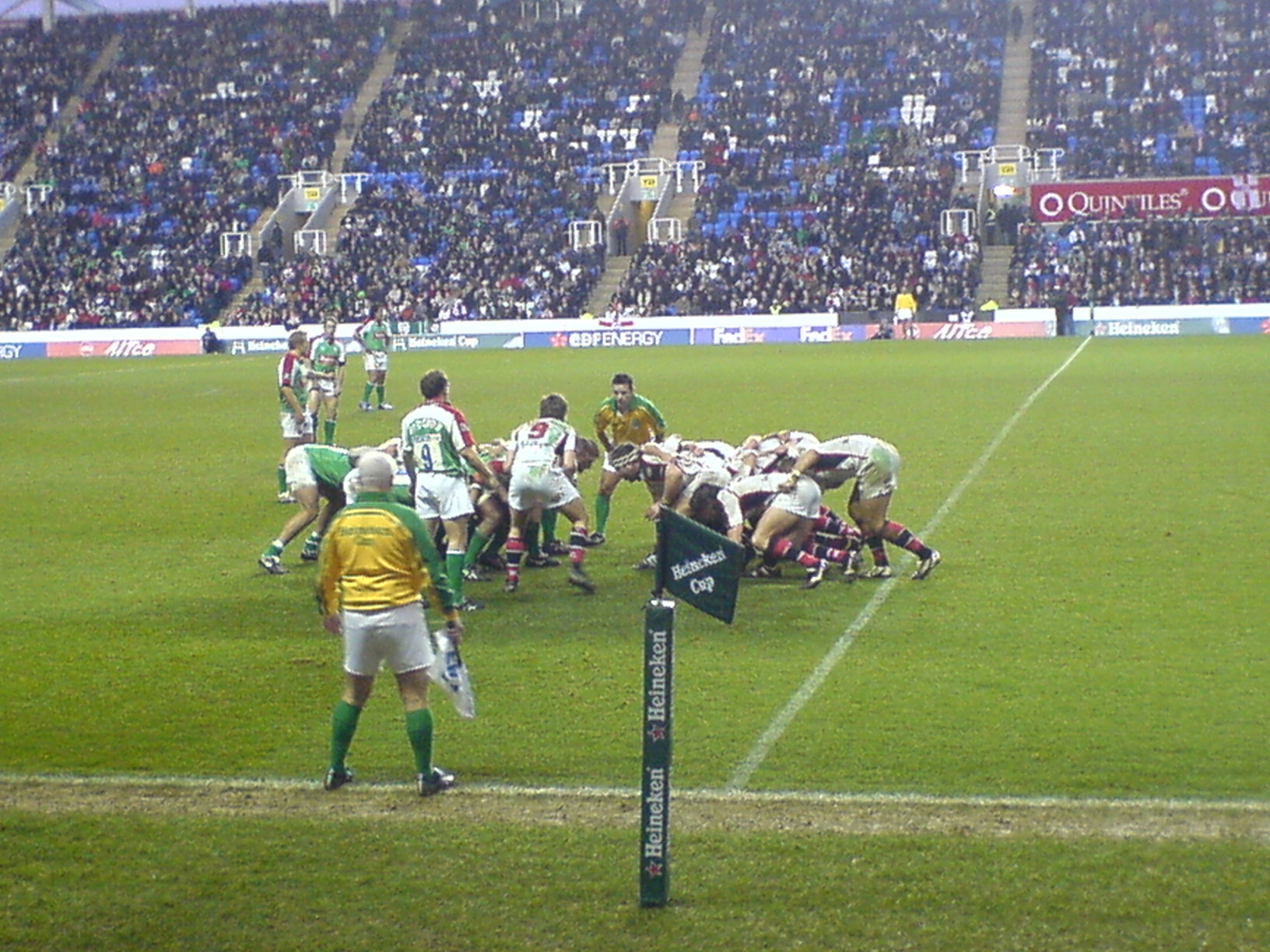
2006年の対アルスター戦。
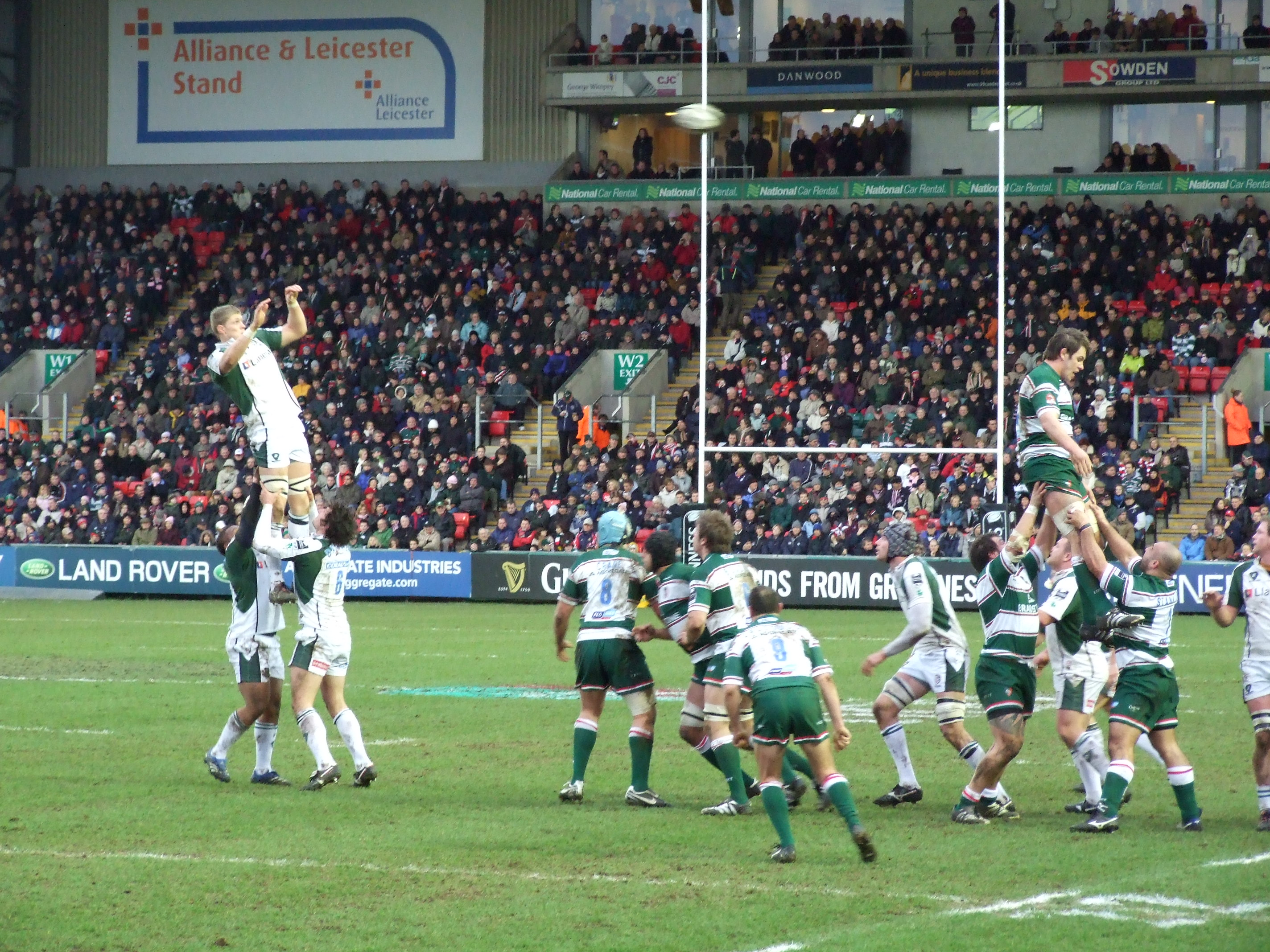
レスター・タイガース戦でのロンドン・アイリッシュのラインアウト。
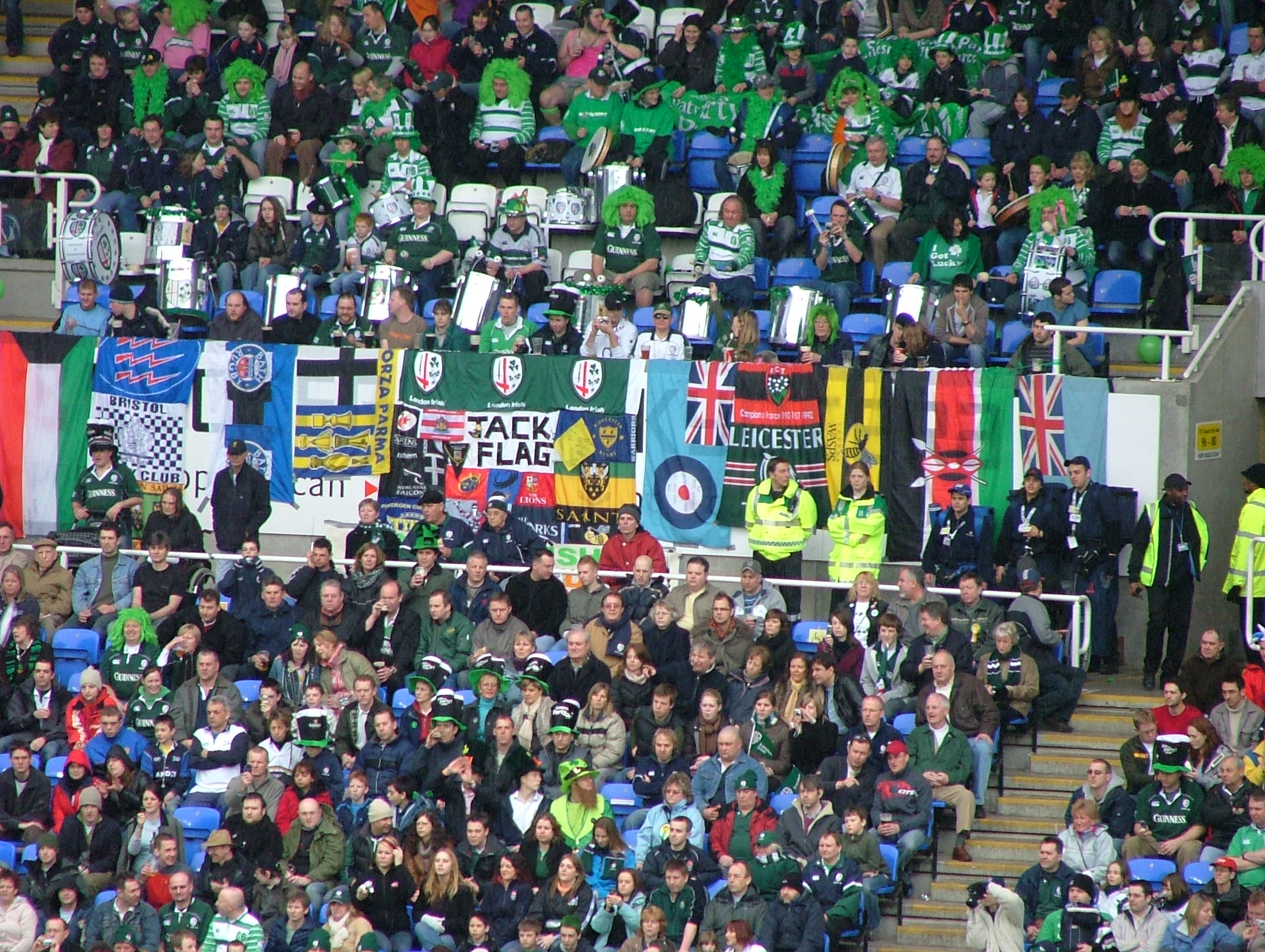
マデイスキー・スタジアムでのロンドン・アイリッシュのドラム隊とファン。
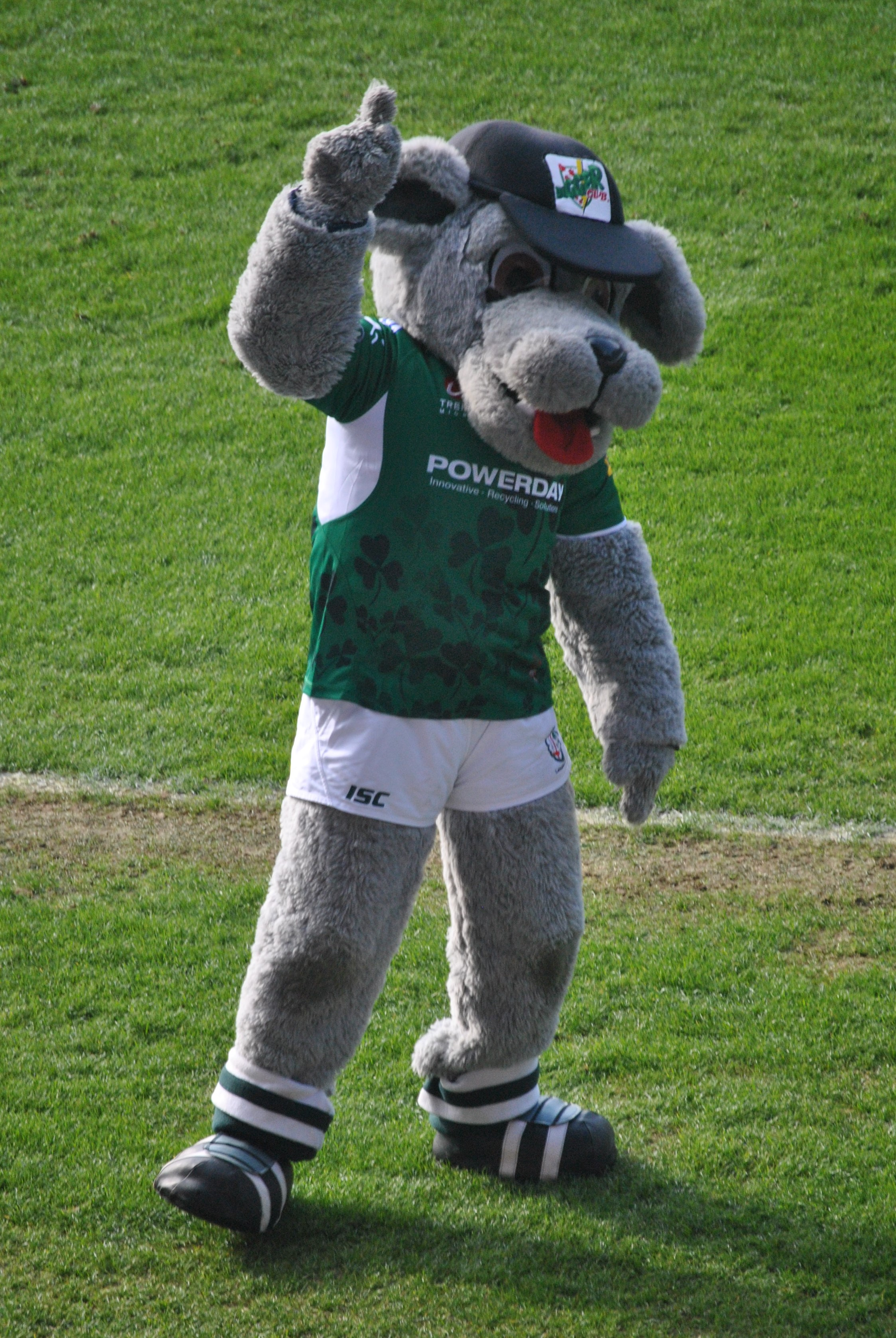
マスコットのDigger。

## タイトル

### リーグ・カップ
- プレミアシップ     
  - 準優勝 (1) 2008-09
- RFUチャンピオンシップ
  - 優勝: (2) 2016–17, 2018–19
- ヨーロピアンラグビーチャレンジカップ   
  - 準優勝: (1) 2005-06
- アングロ＝ウェルシュ・カップ     
  - 優勝: (1) 2001-02
  - 準優勝: (1) 1979-80
- サリー・カップ
  - 優勝: (4) 1980-81, 1981-82, 1985-86, 1986-87
- プレミアシップ・ラグビー・セブンズ・シリーズ
  - 優勝: (1) 2012

### 親善大会
- ミドルセックス・セブンズ
  - 優勝: (1) 2009
- カニンガム・ダンクーム・シリーズ
  - 優勝: (1) 2016

## スコッド
2022-23シーズンのスコッド（2022年8月現在）
| フッカー - ベン・アトキンズ(Ben Atkins) - マット・コルニッシュ - アガスティン・クレーヴィ - アイザック・ミラー - イグナシオ・ルイズ(Ignacio Ruiz) - マイク・ウィレンセ プロップ - ラブジョイ・チャワタマ(Lovejoy Chawatama) - シアラン・パーカー - ダニーロ・フィスケッティ - ファクンド・ヒヘナ - ウィル・グッドリック＝クラーク(Will Goodrick-Clarke) - ウィル・グリーン(Luke Green) - オーリー・ホスキンス - ジョズエ・ズィロッキー ロック - ジョシュ・コールフィールド - アダム・コールマン - チュンヤ・ムンガ(Chunya Munga) - アピ・ラトゥニヤラワ - エド・スクラッグ(Ed Scragg) - ロブ・シモンズ | フランカー/No.8 - ジョシュ・バスハム - ベン・ドナネール - ジャック・クック(Jack Cooke) - アイザック・クルティス＝ハリス - ソオタラ・ファアソオ - ジョアン・マーティン＝ゴンザレス - イザイハ・ムーアイオノア＝アイオノ(Izaiha Moore-Aiono) - トム・ピーターソン - マット・ロジャーソン - ジョン・スマート(Josh Smart) スクラムハーフ - キャオラン・アングルフィールド(Caolan Englefield) - ヒュー・オサリバ - ジョー・パウエル - ベン・ホワイト フライハーフ - ジャコブ・アトキンズ(Jacob Atkins) - パディ・ジャクソン - ローリー・ジェンニング | センター - トム・ヒッチノック(Tom Hitchock) - ベンハード・ヤンセ・ヴァン・レンスバーグ - ウィル・ジェセフ - ルカ・モリシ - マット・ウィリアムズ (ラグビー選手) ウイング - ベン・ローダー - ルシオ・シンティ - オーリー・ハッセル＝コーリンズ - トム・パートン - ローガン・トロッター(Logan Trotter) フルバック - ヘンリー・アルンデル - カイル・ロウ - ジェームズ・ストークス(James Stokes) |
| | | |
| はキャプテン。 | | |

## 歴代所属選手
- ピーター・ヒューワット (Peter Hewat) …現在はリコーブラックラムズ東京のヘッドコーチ。
- グレン・ディレーニー (Glenn Delaney) …現在は三菱重工相模原ダイナボアーズのヘッドコーチ。
- リキ・フルーティ (Riki Flutey) …イングランド代表15キャップ。
- ネイサン・ベラ (Nathan Vella) …現在はハイランダーズに所属。
- フアン・マヌエル・レギサモン (Juan Manuel Leguizamon) …アルゼンチン代表87キャップ。現在はシアトル・シーウルブズに所属。
- ゴードン・リード (Gordon Reid) …スコットランド代表41キャップ。現在はノーサンプトン・セインツに所属。
- ジョナサン・ジョセフ (Jonathan Joseph) …イングランド代表50キャップ。現在はバースに所属。
- マーカス・ワトソン(Marcus Watson)…リオ五輪の7人制イギリス代表で銀メダル獲得。現在はワスプスに所属。
- ラシャ・ロミゼ (Lasha Lomidze) …ジョージア代表47キャップ。現在はトップ12・S.S.ラツィオ1927に所属。
- ベン・トゥーリス (Ben Toolis) …スコットランド代表25キャップ。現在はエディンバラに所属。
- ジョージ・ホーン (George Horne) …スコットランド代表13キャップ。現在はグラスゴー・ウォリアーズに所属。
- ケビン・ブライス(Kevin Bryce)…スコットランド代表3キャップ。
- キアラン・ハーン (Ciaran Hearn) …カナダ代表73キャップ。現在はオールドグローリーDCに所属。
- アンソニー・ワトソン (Anthony Watson) …イングランド代表43キャップ。現在はバースに所属。
- デイブ・シシィ(Dave Sisi)…イタリア代表9キャップ、現在はゼブレに所属。
- ジョー・コカナシガ (Joe Cokanasiga) …イングランド代表9キャップ。現在はバースに所属。
- アサエリ・ティコイロトマ(Asaeli Tikoirotuma)…フィジー代表30キャップ、現在はフィジアン・ラトゥイに所属。
- フィロ・パウロ (Filo Paulo) …サモア代表37キャップ。現在はカーディフ・ブルーズに所属。
- ジェイク・シャッツ (Jake Schatz) …オーストラリア代表2キャップ。現在はサンウルブズに所属。
- ジョン・ライアン (John Ryan) …アイルランド代表21キャップ。現在はマンスターに所属。
- ショーン・メイトランド (Sean Maitland) …スコットランド代表48キャップ。現在はサラセンズに所属。
- エリオット・デイリー (Elliot Daly) …イングランド代表46キャップ。現在はサラセンズに所属。
- ベルジウム・トゥアタガロア (Belgium Tuatagaloa) …サモア代表4キャップ。現在はルーアンに所属。
- ロブ・ハーリング (Rob Herring) …アイルランド代表11キャップ。現在はアルスターに所属。
- サイア・ファインガー (Saia Fainga'a) …オーストラリア代表36キャップ。2011年W杯出場。
- TJ・イオアネ (TJ Ioane) …サモア代表25キャップ。現在はグラスゴー・ウォリアーズに所属。
- ブライス・キャンベル (Bryce Campbell) …アメリカ代表32キャップ。現在はオースティン・ギルグロニスに所属。
- アリベレティ・ベイトカニ(Alivereti Veitokani)…フィジー代表12キャップ。2019年W杯出場。
- セコペ・ケプ (Sekope Kepu) …オーストラリア代表110キャップ。現在はカウンティーズ・マヌカウに所属。
- モトゥ・マトゥウ (Motu Matu'u) …サモア代表22キャップ。現在はスタッド・ロシュレに所属。
- ブレア・コーワン (Blair Cowan) …スコットランド代表18キャップ。
- ワイサケ・ナホロ (Waisake Naholo) …ニュージーランド代表26キャップ。現在はカンタベリーに所属。
- アラン・デル (Allan Dell) …スコットランド代表32キャップ。現在はグラスゴー・ウォリアーズに所属。
- スティーブ・マフィ (Steve Mafi) …トンガ代表33キャップ。現在はオヨナ・ラグビーに所属。
- ニック・フィップス (Nick Phipps) …オーストラリア代表72キャップ。2011年・2015年・2019年W杯出場。